# Antonio Jesús de Santiago
Antonio Jesús de Santiago de Santiago (Villardeciervos, 14 de enero de 1827- Zamora, 14 de marzo de 1901) fue un político conservador español que se representó en varias ocasiones por el distrito de Puebla de Sanabria al Congreso de los Diputados (1864-1898).
Elegido por primera vez diputado en las elecciones de noviembre de 1864, repetirá en las del año siguiente, y volverá a ejercer el cargo  tanto durante el reinado de Amadeo de Saboya como durante la Primera República y luego en la Restauración borbónica. Ligado al clan de los cervatos, que dominó la vida política zamorana durante el último tercio del siglo XIX, vivió gran parte de su vida en la ciudad de Zamora.